# Barsova (cràter)
Barsova és un cràter d'impacte en el planeta Venus de 76 km de diàmetre. Porta el nom de Valéria Bàrsova (1892-1967), cantant d'òpera russa, i el seu nom va ser aprovat per la Unió Astronòmica Internacional el 1985.